# Phyllocycla anduzei
Phyllocycla anduzei är en trollsländeart som först beskrevs av James George Needham 1943.  Phyllocycla anduzei ingår i släktet Phyllocycla och familjen flodtrollsländor. Inga underarter finns listade i Catalogue of Life.